# Incidente del dron en el mar Negro de 2023
En la mañana del 14 de marzo de 2023, un avión de combate ruso Su-27 interceptó y dañó la hélice de un dron estadounidense MQ-9 Reaper, lo que provocó que se estrellara contra el mar Negro, según el Pentágono.
El incidente marca el primer contacto directo entre las Fuerzas Aéreas rusas y estadounidenses desde el comienzo de la invasión rusa de Ucrania. La Fuerza Aérea de los EE. UU. calificó las acciones de Rusia de "imprudentes, ambientalmente insensatas y poco profesionales".
Según Deutsche Welle, el incidente fue la primera vez desde la Guerra Fría que un avión estadounidense es derribado después de ser golpeado por un avión de combate ruso.

## Antecedentes
El incidente se produce en medio de crecientes tensiones entre Rusia y Estados Unidos, con la administración de Biden imponiendo sanciones y tratando de aislar a Moscú por su invasión a Ucrania.
En varias ocasiones antes de la colisión, los aviones de combate rusos arrojaron combustible sobre el MQ-9, posiblemente en un intento de cegarlo o dañarlo, y volaron frente al vehículo aéreo no tripulado en maniobras inseguras, dijo el ejército estadounidense.

## Incidente
El Mando Europeo de Estados Unidos dijo que el dron estadounidense MQ-9 Reaper estaba volando sobre aguas internacionales en el Mar Negro escoltado por dos aviones rusos cuando uno de los aviones voló frente al dron y arrojó combustible encima. Luego, uno de los aviones dañó la hélice del dron, obligándolo a amerizar en el Mar Negro. El incidente ocurrió alrededor de las 7:03 am hora local. En varias ocasiones antes de la colisión, los cazas rusos arrojaron combustible sobre el MQ-9 —posiblemente en un intento de cegarlo o dañarlo— y volaron frente al vehículo aéreo no tripulado en maniobras inseguras, dijo el ejército estadounidense.
Ryder dijo que el dron estaba "muy lejos" del territorio ucraniano, pero no dio una ubicación exacta. Ucrania ha dicho que se estrelló frente a la Isla de las Serpientes; El general Mark Milley declaró que el dron se estrelló en un área del Mar Negro que tenía una profundidad de 1.500 metros (5.000 pies), dificultando la recuperación e implicando que la ubicación no estaba cerca de la Isla de las Serpientes. Después de que se dañara su hélice, el dron voló como un planeador mientras descendía sobre el Mar Negro, estrellándose en aguas internacionales al suroeste de Crimea. Durante la caída se borró el software del dron para evitar su captura. Ryder se negó a hablar sobre los esfuerzos de Estados Unidos para recuperar el avión, pero señaló que Rusia no lo había recuperado. Sin embargo, un día después, John Kirby dijo que es posible que nunca se recupere el dron, mientras que el secretario del Consejo de Seguridad de Rusia, Nikolái Pátrushev, declaró que Rusia intentaría recuperar el dron.  La recuperación por parte de EE. UU. se complica no solo por la profundidad de las aguas, sino también por la falta de activos navales en la región. El miércoles por la noche (EDT), funcionarios estadounidenses anónimos le dijeron a ABC News que los barcos rusos habían llegado al lugar del accidente y probablemente habían recogido piezas de los restos. John Kirby no confirmó esto, pero dijo que Estados Unidos "hizo imposible que pudieran obtener algo de valor de inteligencia de los restos de ese dron".
Según funcionarios estadounidenses, la orden de hostigar al dron fue dada por el Ministerio de Defensa ruso, lo que confirma que los pilotos no estaban actuando de manera deshonesta.

## Reacción

### Estados Unidos y la OTAN
Según el coordinador de comunicaciones del Consejo de Seguridad Nacional, John Kirby, el presidente Joe Biden fue informado sobre el incidente por el asesor de seguridad nacional Jake Sullivan el martes por la mañana.
El general del ejército estadounidense Christopher Cavoli comandante supremo aliado de la OTAN en Europa, informó a los aliados de la OTAN sobre el incidente, que fue condenado enérgicamente por la Casa Blanca y el Pentágono, que advirtió sobre el riesgo de una escalada.
El embajador ruso en los Estados Unidos fue convocado al Departamento de Estado en relación con el incidente.

### Rusia
El Ministerio de Defensa de Rusia dijo que sus aviones de combate no hicieron contacto con el dron estadounidense, alegando en cambio que el vehículo aéreo no tripulado (UAV) se estrelló debido a "maniobras bruscas". “Los combatientes rusos no usaron sus armas aerotransportadas, no hicieron contacto con el dron y regresaron sanos y salvos a su aeródromo de origen”, dijo el Ministerio de Defensa.